# Lekkoatletyka na Letnich Igrzyskach Paraolimpijskich 2004 – bieg na 100 metrów kl. T13 mężczyzn
W biegu na 100 metrów kl. T13 (zawodnicy niedowidzący) mężczyzn podczas Letnich Igrzysk Paraolimpijskich 2004 rywalizowało ze sobą 14 zawodników.

## Wyniki

### Eliminacje
Bieg 1
| Poz. | Zawodnik        | Narodowość        | Rezultat | Uwagi |
| ---- | --------------- | ----------------- | -------- | ----- |
| 1    | Andre Andrade   | Brazylia          | 11.06    | Q     |
| 2    | Nathan Meyer    | Południowa Afryka | 11.22    | Q     |
| 3    | Ihar Fartunau   | Białoruś          | 11.42    | Q     |
| 4    | Yuriy Gornak    | Azerbejdżan       | 11.59    |       |
| 5    | Ronan Pallier   | Francja           | 11.63    |       |
| 6    | Xu Xiaocheng    | Chiny             | 11.66    |       |
| 7    | Omar Al Rashidi | Arabia Saudyjska  | 11.73    |       |

Bieg 2
| Poz. | Zawodnik          | Narodowość        | Rezultat | Uwagi |
| ---- | ----------------- | ----------------- | -------- | ----- |
| 1    | Royal Mitchell    | Stany Zjednoczone | 11.05    | Q     |
| 2    | Irving Bustamante | Kuba              | 11.14    | Q     |
| 3    | Kordian Galiński  | Polska            | 11.26    | Q     |
| 4    | Ioannis Protos    | Grecja            | 11.31    | q     |
| 5    | Aldo Manganaro    | Włochy            | 11.32    | q     |
| 6    | Jonathan Ntutu    | Południowa Afryka | 11.34    |       |
| 7    | Shahzad Muhammad  | Pakistan          | 12.77    |       |

## Finał
| Poz. | Zawodnik          | Narodowość        | Rezultat | Uwagi |
| ---- | ----------------- | ----------------- | -------- | ----- |
| 1    | Royal Mitchell    | Stany Zjednoczone | 10.98    | PR    |
| 2    | Andre Andrade     | Brazylia          | 11.06    |       |
| 3    | Irving Bustamante | Kuba              | 11.24    |       |
| 4    | Kordian Galiński  | Polska            | 11.30    |       |
| 5    | Nathan Meyer      | Południowa Afryka | 11.34    |       |
| 6    | Ioannis Protos    | Grecja            | 11.35    |       |
| 7    | Aldo Manganaro    | Włochy            | 11.39    |       |
|      | Ihar Fartunau     | Białoruś          | DNS      |       |